# Ida (Schwaben)
Ida, auch Ita oder Hilda, (* um 932; † 15. Mai 986), war als Gattin von Liudolf Herzogin von Schwaben.

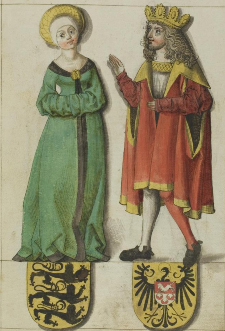
Ida und Liudolf im Sächsischen Stammbuch von Lukas Cranach 1546

## Leben
Ida war die einzige Tochter des Herzogs Hermann I. von Schwaben und seiner Gattin Regelinda. Bereits 939 wurde Ida mit Liudolf, dem ältesten ehelichen Sohn des ostfränkischen Königs Otto I. verlobt, die Ehe wurde um die Jahreswende 947/948 geschlossen. Nach dem Tod ihres Vaters Hermann I. am 10. Dezember 949, erhielt Ida Besitzungen nicht nur in Schwaben, sondern auch im Wesergebiet und im Lahngau. Ihr Gatte Liudolf trat als Erbe in dessen Herzogtum, Besitz und politische Beziehungen ein. Da Königin Edgitha 946 verstorben war und Otto I. erst 951 Adelheid, als zweite Frau heiratete, war Ida in diesen Zeitraum die vornehmste Frau im Reich. Ida starb am 15. Mai 986.

## Nachkommen
- Mathilde (* 949; † 5. November 1011), Äbtissin des Stifts Essen
- Otto (* 954; † 31. Oktober 982), Herzog von Schwaben